# Sūkyō Mahikari

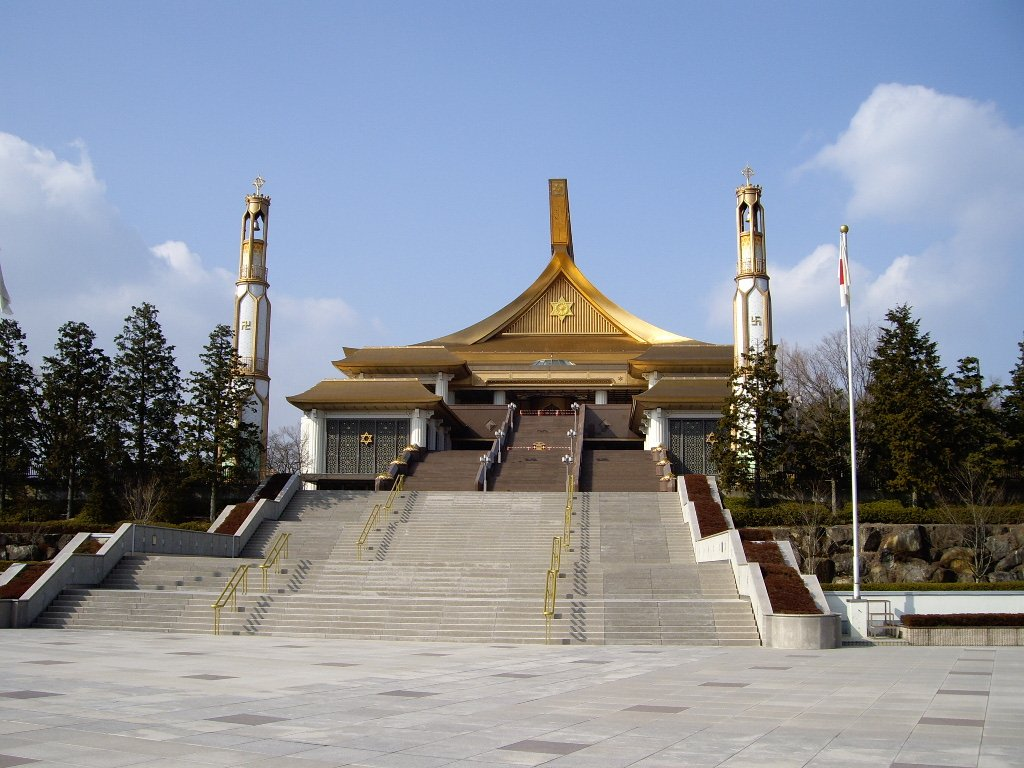

Sūkyō Mahikari o Enseñanzas divinas de la luz verdadera (en japonés: Sūkyō Mahikari (崇教真光?)) es el nombre de una asociación de origen japonés que da primacía a la mejora del aspecto espiritual, astral y físico de una persona a través de un arte o práctica espiritual. Oficialmente se estableció por primera vez en Japón en 1978.
Su sede se encuentra en Japón, en la ciudad de Takayama, y actualmente existen centros de Sukyo Mahikari en más de 90 países. Sukyo Mahikari fue establecido en 1978 por Keiyu Okada, que había sido adoptada por Yoshikazu Okada (llamado respetuosamente "Sukuinushisama").

## Sedes
El nivel jerárquico en las sedes de Sukyo Mahikari funciona de la siguiente manera: 
- Centro Regional: Shidobu
- Sede de Grado Superior: Dai Dojo
- Sede de Grado Intermedio: Chu Dojo
- Sede de Grado Básico: Sho Dojo
- Pre Sede: Jun Dojo

Existen también otras tres categorías que básicamente son locales, centros o locales más pequeños que los anteriores y de nivel más bajo jerárquicamente, los cuales son llamados: 
- Okiyome Sho
- Renraku Sho
- Sala de prácticas (centro no oficial)

Así como también poseen Centros regionales para los diversos sectores o regiones llamados "Shidobu" que jerárquicamente se encuentran por encima de los dojos o centros mencionadas anteriormente pero de una manera meramente administrativa y orientacional, ya que un conjunto de sedes conforman un Shidobu.
Las sedes se clasifican dependiendo del número de practicantes activos de cada una y de los requerimientos del sector.